# Fairouz Oudjida
Fairouz Oudjida est une musicienne et chanteuse (cantatrice) algérienne de style soprano, musique occidentale et berbéro-arabe. Et vit à Montréal.

## Biographie

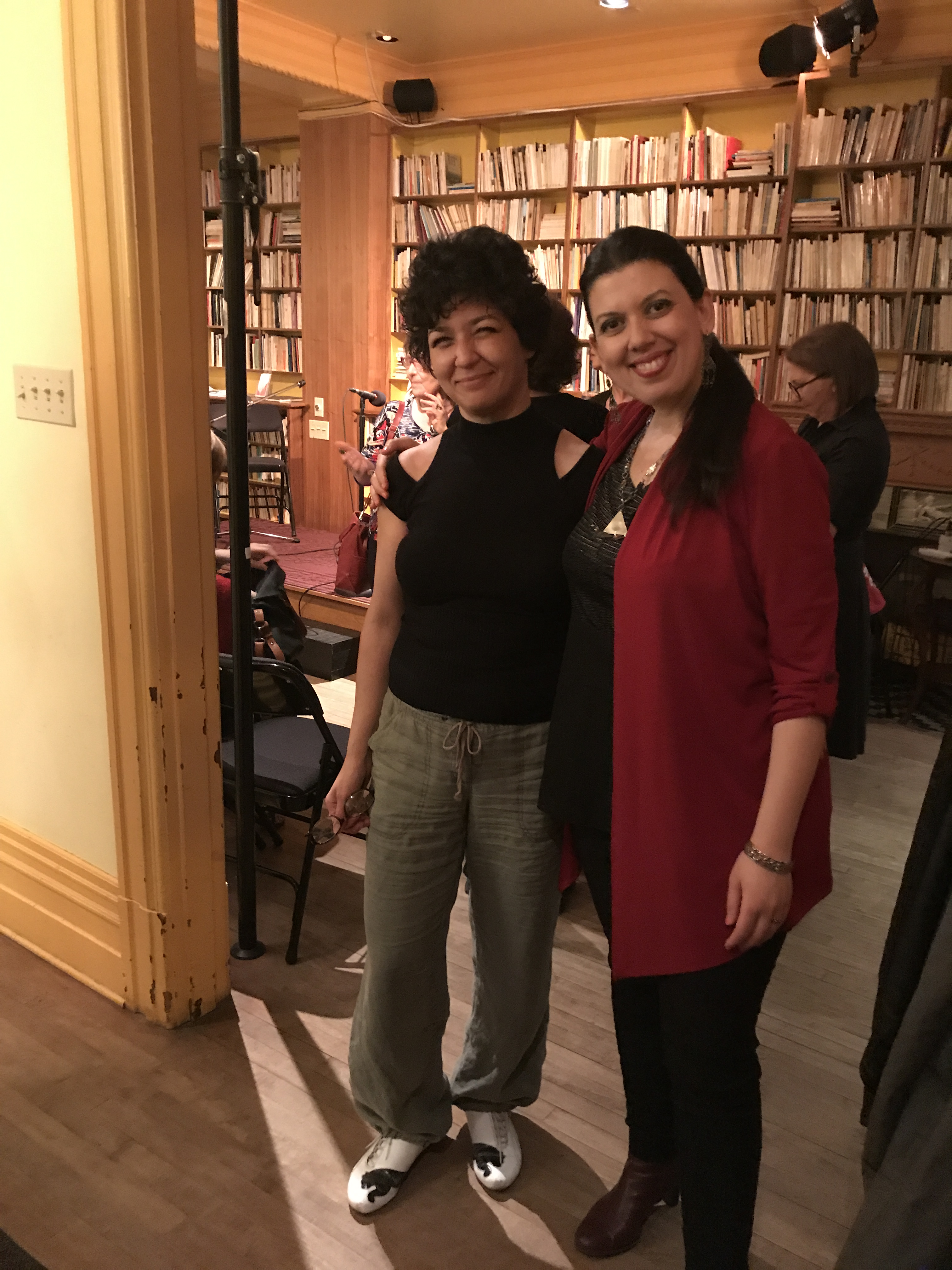
à droite Fairouz Oudjida et à gauche Nassima Bouaifer

Elle a vécu son enfance dans le Sahara algérien à Hassi Messaoud, puis elle a fait une formation en musique classique à Alger, s'inscrit à l'association musicale Es Sendoussia et même temps fait des études d'interprétariat.
Fairouz Oudjida devient la soliste de l'Orchestre symphonique national algérien durant plusieurs années et accompagne l'orchestre plus de quinze fois. Le Prix du président de la République algérienne, Abdelaziz Bouteflika, lui est décerné faisant partie des jeunes talents.
Par la suite, en Italie, Fairouz poursuit ses études à Milan, où elle interprète, dans plusieurs théâtres, des opéras de plusieurs compositeurs, dont ceux de Tchaïkovsky, Rossini, Mozart, Donizetti,Massenet et Bizet.
Elle se produit aussi dans plusieurs théâtres, à Gênes, au chiesa San Marco, à l'auditorium San Fedele, ensuite à Milan au Il Palazzo Cusani, à Montréal à la place des Arts, au théâtre Outremont et à la chapelle Notre-Dame-de-Bon-Secours. Elle a également participé au Festival du Monde Arabe à Montréal et a donné un concert à l'opéra d'Alger Boualem Bessaïh, sur invitation du Wali d'Alger,.
En 2016, elle se produit au Palais de la culture Moufdi Zakaria, à Alger.
En 2017, au 12e concours international classique de Russie, elle représente l'Algérie.
le 28 septembre 2019, elle donne un concert grandiose à la cinquième salle de la place des Arts à Montréal. le concert, intitulé "Du Sahara à l'Opéra" est un succès total et plébiscité par le public qui y a assisté. aux côtés de ses musiciens de talent (Dominic Boulianne, pianiste, Dominic Painchaud, violoncelliste et Kattam, percussionniste), elle fait voyager son public à travers un répertoire musical riche, composé des grands classiques occidentaux, arabes et algériens.

### Prix
- À Ottawa,elle reçoit le trophée Art et Culture du Conseil des ambassadeurs de la Ligue arabe[2].
- À Montréal, le Prix Entrepreneuriat au féminin 2014 de la Fondation Club Avenir[2].
- Lauréate d'une bourse des Jeunesses musicales du Canada[2].